# Korpus
Korpus je izraz kojim se označava velika vojna jedinica – iznad nivoa brigade i divizije, a ispod nivoa armije – ali i vojna formacija, odnosno sve jedinice koje pripadaju određenom rodu vojske.
Korpus u većini današnjih vojski predstavlja najveću vojnu jedinicu. 
Prvi put ih je 1805. sistematski organizovao Napoleon Bonaparta radi efikasnijeg rukovođenja Velikom armijom.